# Ceuthmochares aereus
Ceuthmochares aereus là một loài chim trong họ Cuculidae.